# Station Landas
Station Landas is een spoorwegstation in de Franse gemeente Landas, op   de spoorlijn Fives - Hirson. Het wordt bediend door treinen van de TER Hauts-de-France. Het stationsgebouw is buiten gebruik gesteld en is omgevormd tot privéwoning.